# Károly Wieland
Károly Wieland (* 1. Mai 1934 in Budapest; † 30. Mai 2020 in Weinheim, Deutschland) war ein ungarischer Kanute.

## Erfolge
Károly Wieland, der für Csepel Vasas aktiv war, nahm im Zweier-Canadier an den Olympischen Spielen 1956 in Melbourne teil. Er ging dabei mit Ferenc Mohácsi auf der 1000-Meter-Strecke an den Start und qualifizierte sich mit ihm nach einem Sieg im zweiten Vorlauf für das Finale. Nach 4:54,3 Minuten überquerten sie hinter den siegreichen Rumänen Alexe Dumitru und Simion Ismailciuc sowie Pawel Charin und Grazian Botew aus der Sowjetunion als Dritte die Ziellinie und gewannen damit die Bronzemedaille.
Bereits zwei Jahre zuvor hatte er sich bei den Weltmeisterschaften in Mâcon mit Jószef Halmay im Zweier-Canadier über 10.000 Meter den Titelgewinn gesichert.
Wieland schloss 1960 ein Ingenieurstudium an der Technischen und Wirtschaftswissenschaftlichen Universität Budapest ab und arbeitete zunächst im Budapester Werk des Fahrzeugherstellers Csepel. Nach Arbeitsaufenthalten in Ägypten, Pakistan und Zypern zog er mit seiner Familie 1972 arbeitsbedingt nach Deutschland. Als er 1999 in Ruhestand ging, ließ er sich in Weinheim nieder.